# Charles Glover Barkla
Charles Glover Barkla (Cheshire, 7 de junho de 1877 — Edimburgo, 23 de outubro de 1944) foi um físico britânico.
Recebeu o Nobel de Física de 1917, pela descoberta de emissões características de raios Röntgen pelos elementos.
Nasceu em Widnes e estudou no Instituto Liverpool e na Universidade de Liverpool. Em 1913, depois de ter trabalhado na Universidade de Cambridge, Universidade de Liverpool e King's College de Londres, foi  indicado para professor de filosofia natural na Universidade de Edimburgo, posição que manteve até sua morte. Casou com Mary Esther Cowell em 1907.
Investigou as leis do espalhamento do raio-X e as leis que governam a transmissão de raios-X através da matéria e a excitação de raios secundários. Por sua descoberta das características dos raio-X dos elementos recebeu em 1917 o Nobel de Física. Foi agraciado com a Medalha Hughes da Royal Society no mesmo ano.